# Минувшие годы
«Минувшие годы» — ежемесячный внепартийный исторический и историко-литературный журнал, выходивший в Санкт-Петербурге в 1908 году.
Вышло всего 12 номеров (№ 5—6 — двойной). Журнал появился в замену закрытого правительством «Былого». Но если «Былое» было журналом, посвящённым истории освободительного движения, то «Минувшие годы» — журналом, посвященным истории и литературе. Изменение программы объяснялось цензурными условиями; фактически исторические статьи и материалы, поменявшиеся в «Минувшие годы», касались преимущественно революционного движения. Сравнительно с «Былым» значительно увеличено было количество статей на чисто литературные темы. Как и в «Былом», основные сотрудники принадлежали к народнической и ревизионистской интеллигенции, но значительно было и участие кадетов. Сотрудниками журнала «Минувшие годы» были: П. Е. Щёголев, В. И. Семевский, Н. С. Русанов, И. И. Игнатович, В. П. Махновец-Акимов (меньшевик), В. Я. Богучарский, Л. Ф. Пантелеев, Е. Н. Водовозова, А. А. Корнилов (кадет), Д. И. Шаховской (кадет) и другие. Фактическими редакторами журнала были В. Я. Богучарский и П. Е. Щёголев. Журнал не имел определённой политической платформы, в нём печатались статьи и материалы о декабристах, петрашевцах, революционно-народническом движении 1870-х — 1880-х годов, Революции 1905—07, д истории политического сыска, тюрьмы и ссылки. Из-за цензурных преследований издание журнала в декабре 1908 прекратилось.

### Номера
- 1908 № 1 Hathitrust Northwestern (1+2) = Internet Archive
- 1908 № 2 Российский государственный педагогический университет им. А. И. Герцена
- 1908 № 3
- 1908 № 4 Российский государственный педагогический университет им. А. И. Герцена
- 1908 № 5/6 Российский государственный педагогический университет им. А. И. Герцена
- 1908 № 7
- 1908 № 8 Российский государственный педагогический университет им. А. И. Герцена
- 1908 № 9 Российский государственный педагогический университет им. А. И. Герцена (9+10)
- 1908 № 10 Российский государственный педагогический университет им. А. И. Герцена (9+10)
- 1908 № 11 Российский государственный педагогический университет им. А. И. Герцена
- 1908 № 12 Российский государственный педагогический университет им. А. И. Герцена